# مرگ جیل فیپس

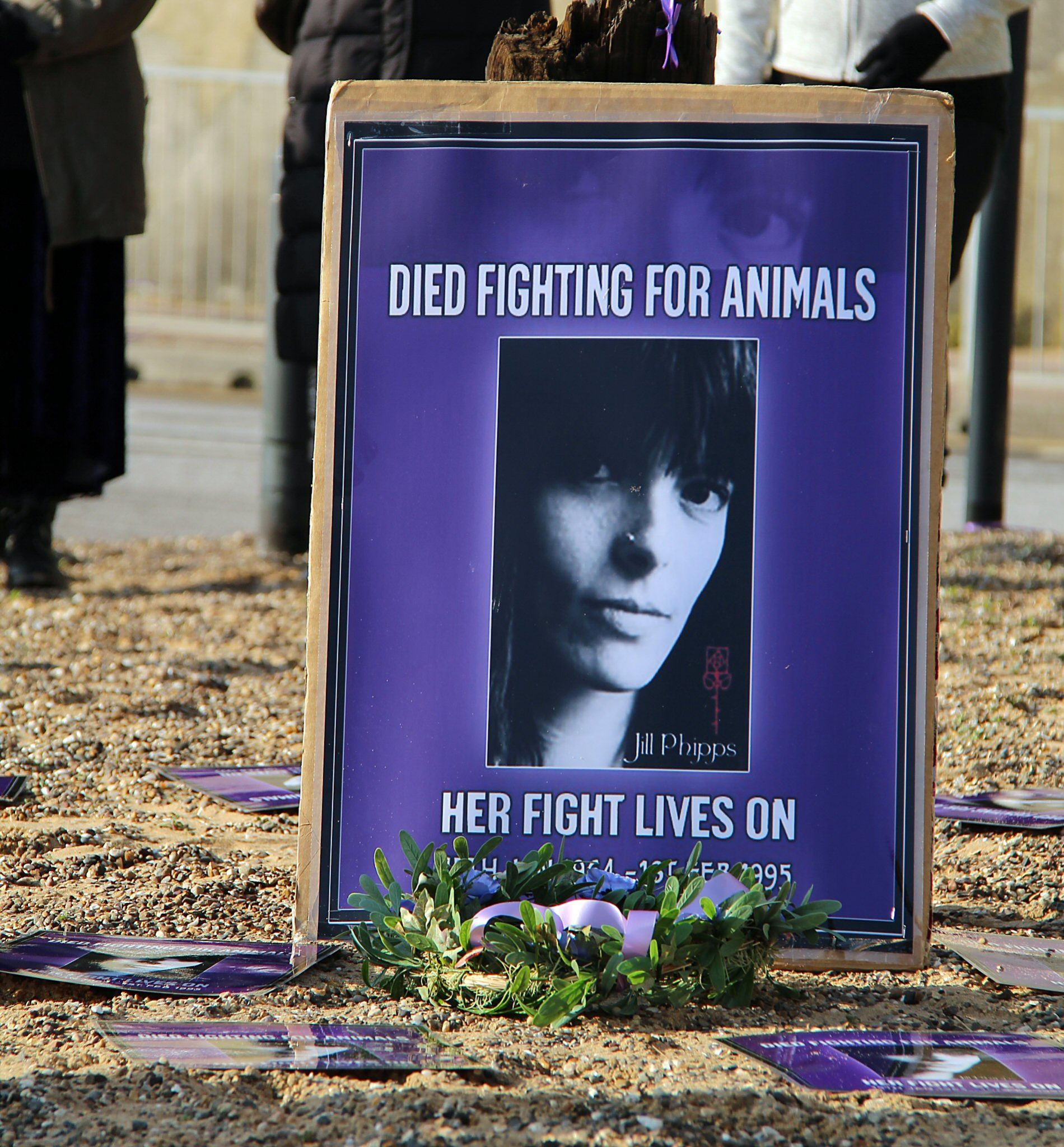
یادبود جیل فیپس 2012

جیل فیپس (۱۵ ژانویه ۱۹۶۴ – ۱ فوریه ۱۹۹۵) گیاهخوار و فعال حقوق حیوانات انگلیسی بود که در طی اعتراض به کشتار حیوانات در کشتارگاه‌ها بر اثر بی‌مبالاتی راننده کامیون حاوی گوساله‌های در انتظار ذبح؛ دچار شکستگی‌های متعدد در ناحیه ستون فقرات شد و پیش از رسیدن به بیمارستان جان سپرد.
به یادبود این جانفشانی، همه ساله توسط فعالین حقوق حیوانات در اول فوریه هر سال، طی مراسمی روز جیل گرامی داشته می‌شود.

## جزئیات حادثه
در ۱ فوریه ۱۹۹۵، جیل در اعتراض به صادرات گوساله زنده جهت توزیع در اروپا، یکی از معترضین فرودگاه کاونتری در بگینتون بود. چند نفر از معترضان صف پلیس را شکستند و سعی داشتند تا کامیون را متوقف سازند که در این حین فیپس زیر چرخ‌های کامیون رفت. مرگ فیپس، جلسه طرح سؤال از نخست وزیر در مجلس عوام بریتانیا را در پی داشت بود. خانواده فیپس پلیس را در مرگ او مسئول می‌دانستند.
فیلم جیل با خاطراتی از وی، کمپین صادرات گوساله‌های زنده کاونتری، مراسم خاکسپاری و مصاحبه‌های صورت گرفته با خانواده فیپس، تولید و برای اولین بار در روز درگذشت جیل در حادثه کاونتری در سال ۲۰۰۵ نمایش داده شد.